# 1444
1444 (MCDXLIV) a fost un an bisect al calendarului iulian, care a început într-o zi de miercuri.

## Evenimente
- 29 iunie: Bătălia de la Torvioll (Dibra de Jos). S-a desfășurat pe teritoriul de azi al Albaniei între o alianță militară, Liga de la Lezha și Imperiul otoman, încheiat cu victoria albanezilor.
- 10 noiembrie: Cruciada de la Varna. Conflict între armatele Regatului Poloniei și Ungariei, sub conducerea regelui Poloniei și a Ungariei, Vladislav al III-lea și voievodul Transilvaniei Ioan de Hunedoara, susținuți de domnul Țării Românești, Vlad Dracul,[1] împotriva armatelor Imperiului Otoman condus de Murad II, încheiat cu victoria otomanilor.

## Nașteri
- 24 ianuarie: Galeazzo Maria Sforza, duce de Milano (d. 1476)